# NGC 730
NGC 730 is een ster in het sterrenbeeld Vissen. Het hemelobject werd op 7 november 1885 ontdekt door de Franse astronoom Guillaume Bigourdan.